# Список чемпіонів Індонезії з футболу
В список індонезійських футбольних чемпіонів включені всі переможці найвищого футбольного дивізіону в країні, який з часом змінював структуру, форму та назви. З 2017 року ним є Ліга 1.
До 1994 року паралельно функціонувало два відокремлених чемпіонати, обидва організовані Асоціацією футболу Індонезії (PSSI), а саме: Персерікатан (аматорський) та Галатама (напівпрофесійний).
З 1994 року ці дві системи змагань були об'єднані в єдину Лігу Індонезії. У 1994-2007 роках Прем'єр-Дивізіон Ліги Індонезії був найвищим змаганням, після чого втратив статус найвищої ліги після створення Суперліги Індонезії у 2008 році.
2015 року Індонезія була виключена з ФІФА і PSSI не змогла закінчити чемпіонат, через що вперше за багато років чемпіон Індонезії не був визначений. Наступного року був проведений непідконтрольний федерації тимчасовий Індонезійський футбольний чемпіонат, який і визначив нового чемпіона, але того ж року Індонезія повернулась у ФІФА, тому турнір розігрувався лише одного разу.
2017 року PSSI знову почала розігрувати чемпіонат, змінивши його назву на Лігу 1.

## Галатама(1979–1994)
| Сезон     | Переможець              | Рахунок        | Фіналіст                |
| --------- | ----------------------- | -------------- | ----------------------- |
| 1979/1980 | Варна Агунг             |                | Джаярта                 |
| 1980/1982 | Ніак Мітра              |                | Джаярта                 |
| 1982/1983 | Ніак Мітра              | 3-2            | UMS 80                  |
| 1983/1984 | Яніта Утама             | 1-0            | Мерку Буана             |
| 1984      | Яніта Утама             | 2-0            | UMS 80                  |
| 1985      | Крама Юдха Тіга Берліан | 1-0            | Арсето                  |
| 1986/1987 | Крама Юдха Тіга Берліан | 4-2            | Пеліта Джая             |
| 1987/1988 | Ніак Мітра              | 3-1            | Пеліта Джая             |
| 1988/1989 | Пеліта Джая             | 2-1            | Ніак Мітра              |
| 1990      | Пеліта Джая             | 1-1 (пен. 4-2) | Крама Юдха Тіга Берліан |
| 1991/1992 | Арсето                  |                | Папук Калтім            |
| 1992/1993 | Арема                   |                | Папук Калтім            |
| 1993/1994 | Пеліта Джая             | 1-0            | Гелора Девата           |

## Прем'єр-Дивізіон(1994–2007)
| Сезон   | Назва ліги                       | Переможець                                                             | Рахунок                                                                | Фіналіст                                                               |
| ------- | -------------------------------- | ---------------------------------------------------------------------- | ---------------------------------------------------------------------- | ---------------------------------------------------------------------- |
| 1994–95 | Liga Indonesia (Liga Dunhill)    | Персіб Бандунг                                                         | 1–0                                                                    | Петрокіміа Путра                                                       |
| 1995–96 | Liga Indonesia II (Liga Dunhill) | Бандунг Рая                                                            | 2–0                                                                    | Макассар                                                               |
| 1996–97 | Liga Indonesia III (Liga Kansas) | Персебая Сурабая                                                       | 3–1                                                                    | Бандунг Рая                                                            |
| 1997–98 | Liga Indonesia IV                | турнір не завершено через політичні та економічні проблеми в Індонезії | турнір не завершено через політичні та економічні проблеми в Індонезії | турнір не завершено через політичні та економічні проблеми в Індонезії |
| 1998–99 | Liga Indonesia V                 | Семаранг                                                               | 1–0                                                                    | Персебая Сурабая                                                       |
| 1999–00 | Liga Bank Mandiri                | Макассар                                                               | 3–2                                                                    | Папук Калтім                                                           |
| 2001    | Liga Bank Mandiri                | Персіджа                                                               | 3–2                                                                    | Макассар                                                               |
| 2002    | Liga Bank Mandiri                | Петрокіміа Путра                                                       | 2–1                                                                    | Персіта Тангеранг                                                      |
| 2003    | Liga Bank Mandiri                | Персік Кедірі                                                          | –                                                                      | Макассар                                                               |
| 2004    | Liga Bank Mandiri                | Персебая Сурабая                                                       | –                                                                      | Макассар                                                               |
| 2005    | Liga Djarum Indonesia            | Персіпура Джаяпура                                                     | 3–2                                                                    | Персіджа                                                               |
| 2006    | Liga Djarum Indonesia            | Персік Кедірі                                                          | 1–0                                                                    | Семаранг                                                               |
| 2007–08 | Liga Djarum Indonesia            | Шривіджая                                                              | 3–1                                                                    | Медан                                                                  |